# David Kreiner
Pour les articles homonymes, voir Kreiner.
David Kreiner, né le 8 mars 1981 à Kitzbühel (Tyrol), est un coureur autrichien du combiné nordique. Il est notamment champion olympique par équipes en 2010 et deux fois champion du monde par équipes.

## Biographie
Membre du club de Kitzbühel, il commence sa carrière au niveau international en 1997, où il est médaille de bronze par équipes aux Championnats du monde junior, compétition où il cumule six podiums, avant de participer aux épreuves de la Coupe du monde dès la saison 1997-1998. En février 2001, il devient champion du monde junior de sprint à Karpacz avant d'enregistrer son premier podium en Coupe du monde à Liberec, puis d'obtenir la médaille d'argent du concours par équipes aux Championnats du monde de Lahti. L'été suivant, alors qu'il était en train de faire de l'escalade dans le Kaisergebirge avec son père, il est victime d'une chute de trente mètres ce qui lui cause une fracture des vertèbres et du métatarse au niveau du pied droit. Aux Championnats du monde 2005, il ajoute une médaille de bronze par équipes à sa collection. Deux ans plus tard à Sapporo, il ne remporte aucune médaille, mais est tout de même neuvième sur le sprint, discipline dont il monte sur deux podiums dans la Coupe du monde en janvier 2008 à Val di Fiemme et Klingenthal.
En 2010, à Vancouver, il devient champion olympique de l'épreuve par équipes avec Bernhard Gruber, Mario Stecher et Felix Gottwald, tandis qu'il termine quinzième en individuel. En 2011, une semaine après son quatrième podium de Coupe du monde à Seefeld, il s'impose pour la première fois en Coupe du monde à Chaux-Neuve après plus de 140 apparitions en battant sur le fil Mikko Kokslien et Felix Gottwald. Il finit sa saison par deux titres mondiaux par équipes à Oslo, ainsi qu'au dixième rang de la Coupe du monde comme en 2008.
Il prend sa retraite sportive en 2012 après une saison sans éclat (42e de la Coupe du monde).
Son frère Benjamin est aussi coureur du combiné nordique.

## Palmarès

### Jeux olympiques d'hiver
| Épreuve / Édition | Épreuve / Édition | Vancouver 2010 |
| Par équipes       | Par équipes       | Or             |
| Gundersen         | Petit tremplin    | 15e            |
| Gundersen         | Grand tremplin    |                |

### Championnats du monde
| Épreuve / Édition | Épreuve / Édition | Ramsau 1999                      | Lahti 2001                       | Oberstdorf 2005                  | Sapporo 2007                     | Oslo 2011                        |
| ----------------- | ----------------- | -------------------------------- | -------------------------------- | -------------------------------- | -------------------------------- | -------------------------------- |
| Sprint            | Sprint            | 36e                              | 10e                              |                                  | 9e                               | Épreuve inexistante à cette date |
| Gundersen         | Gundersen         |                                  | 9e                               |                                  |                                  | Épreuve inexistante à cette date |
| Gundersen         | Petit tremplin    | Épreuve inexistante à cette date | Épreuve inexistante à cette date | Épreuve inexistante à cette date | Épreuve inexistante à cette date | 12e                              |
| Gundersen         | Grand tremplin    | Épreuve inexistante à cette date | Épreuve inexistante à cette date | Épreuve inexistante à cette date | Épreuve inexistante à cette date | 12e                              |
| Par équipes       | Par équipes       | 7e                               | Argent                           | Bronze                           | 4e                               | Épreuve inexistante à cette date |
| Par équipes       | Petit tremplin    | Épreuve inexistante à cette date | Épreuve inexistante à cette date | Épreuve inexistante à cette date | Épreuve inexistante à cette date | Or                               |
| Par équipes       | Grand tremplin    | Épreuve inexistante à cette date | Épreuve inexistante à cette date | Épreuve inexistante à cette date | Épreuve inexistante à cette date | Or                               |

### Coupe du monde
- Meilleur classement général : 10e en 2008 et 2011 ;
- 5 podiums individuels : 1 victoire, 1 deuxième place et 3 troisièmes places ;
- 3 podiums par équipes : 3 deuxièmes places.

#### Détail de la victoire
| Édition / Épreuve | Gundersen   |
| 2011              | Chaux-Neuve |

#### Classements en Coupe du monde
| Année     | Classement général final |
| 1996-1997 | 51e                      |
| 1997-1998 | 40e                      |
| 1998-1999 | 27e                      |
| 1999-2000 | 45e                      |
| 2000-2001 | 12e                      |
| 2003-2004 | 28e                      |
| 2004-2005 | 25e                      |
| 2005-2006 | 33e                      |
| 2006-2007 | 16e                      |
| 2007-2008 | 10e                      |
| 2008-2009 | 47e                      |
| 2009-2010 | 18e                      |
| 2010-2011 | 10e                      |
| 2011-2012 | 42e                      |

### Championnats du monde junior
- 1 médaille d'or : sprint à Karpacz en 2001.
- 5 médailles de bronze : par équipes en 1997 à Canmore, Gundersen à Saint-Moritz en 1998, sprint et par équipes en 2000 à Strbske Pleso, Gundersen en 2001.

### Grand Prix
- Vainqueur du classement général en 2007.
- 5 podiums individuels, dont 2 victoires.

### Coupe du monde B
- 2 victoires.

### Championnats d'Autriche
- 3 titres[4] :
  - 2008 : champion sur la mass-start.
  - 2009 : champion sur le sprint.
  - 2010 : champion sur l'individuel Gundersen en grand tremplin.